# Шуленбург, Маттиас Иоганн фон дер
Маттиас Иоганн фон дер Шуленбург (нем. Matthias Johann von der Schulenburg; 8 августа 1661, Эмден близ Магдебурга — 14 марта 1747, Верона) — германский военачальник, генерал, участник Северной войны и Войны за испанское наследство. С 1715 года — фельдмаршал Венеции.

## Происхождение
Представитель древнего дворянского рода Шуленбургов, сын Густава Адольфа фон дер Шуленбурга.
Сестра Мелюзина — многолетняя любовница короля Великобритании Георга I.
Брат — саксонский генерал-лейтенант Даниэль Бодо фон дер Шуленбург (1662—1732).

## Начало карьеры
В 1685 году начал службу камер-юнкером у герцога Антона Ульриха Брауншвегского, в 1687—1688 годах сражался в качестве добровольца в Венгрии против турок, после возвращения в Германию назначен обер-камер-юнкером и получил чин капитана пехоты.
В 1692 году он был уже подполковником, с 1693 года — полковник, сражался на Рейне в составе брауншвейгского контингента имперской армии.
В 1699 году в чине генерал-майора поступил на службу к герцогу Виктору Амедею II Савойскому, с началом войны за испанское наследство в кампании 1701 года вёл бригаду в армии французского маршала Катина против Евгения Савойского, но после тяжёлого ранения испросился со службы.

## Генералсаксонскойслужбы
К 1702 году принят на службу Августом II в чине генерал-лейтенанта, во время Северной войны в битве при Клишове (1702) командовал центром боевых порядков и с большим искусством совершил отступление в Саксонию.
Отличился далее при Пунице (1704), где сумел сохранить остатки саксонской армии; за заслуги саксонский курфюрст произвёл Шуленбурга в чин генерала.
Когда в 1705 году саксонская армия по требованию Императора Священной Римской империи была направлена на Рейн против французов, командовал саксонским контингентом в Оберпфальце и на Верхнем Рейне.
В 1706 году, сменив на посту командующего саксонской армией А. Г. Штейнау, получил указ о походе в Польшу с целью разгрома шведского корпуса К. Г. Реншильда. В феврале Шуленбург со своей армией (до 20 тысяч, 75 орудий) перешёл в наступление. Реншильд отошёл на более выгодную позицию, распустив при этом слух, что намерен продолжать отступление. Шуленбург попался на уловку. 13 февраля, подойдя к Фрауштадту, он обнаружил шведскую армию (8—12 тысяч, без артиллерии) и понял, что Реншильд, заманив его на более выгодную для себя местность притворным отступлением, переиграл его, но теперь уже пришлось принять сражение. В итоге за 2—х часовое сражение Шуленбург, потрепавший при Понице в 1704 самого Карла 12, потерпел сокрушительное поражение при Фрауштадте, потеряв свыше 50% от своей армии убитыми, пленными и разбежавшимися. Получил пулевое ранение в правое бедро, но сумел бежать. 

## Антифранцузские кампании во Фландрии
После заключения Альтранштедтского мира (1706) вернулся на западный театр военных действий в качестве волонтёра. Вскоре сражался под началом герцога Мальборо при Ауденарде (1708), при осаде Лилля и Турне.
В 1709 году во главе пехоты принца Евгения сражался в битве при Мальплаке, затем участвовал в захвате крепостей Монс (1709), Дуэ и Бетюн (1710).

## ФельдмаршалВенеции
Исключенный из саксонской службы своим врагом Флеммингом и не получив определённого положения в имперской армии, он при посредстве принца Евгения в 1715 году перешёл на службу Венеции в чине фельдмаршала и обязательством командовать венецианской сухопутной армией в течение 3 лет (этот договор возобновлялся каждые 3 года). Главным его делом стала оборона острова Корфу от турок (1716). В кампании 1717 года завоевал Бутринто — крепость на Балканах, взял Санта-Мауру, но в целом результаты войны для Венеции были неутешительны.
Последние 29 лет своей жизни посвятил развитию военных сил Венеции. Неоднократно приглашался на службу императором и королём Прусским в чине фельдмаршала, однако оставался на службе Венеции, которая 23 декабря 1734 года впервые в своей истории даровала Шуленбургу пожизненное звание фельдмаршала.